# کریستینا ویبورن
کریستینا ویبورن (سوئدی: Kristina Wayborn؛ زادهٔ ۲۴ سپتامبر ۱۹۵۰) یک هنرپیشه اهل سوئد است.
از فیلم‌ها یا برنامه‌های تلویزیونی که وی در آن نقش داشته است می‌توان به اختاپوسی اشاره کرد.